# José Beneyto Rostoll
José Beneyto Rostoll (Altea, 1882 - La Nucia, 22 de setembre de 1936) fou un polític i diplomàtic valencià, marquès de Campofértil, diputat a Corts durant la restauració borbònica.

## Biografia
Es llicencià en dret per la Universitat de València i s'adscriví al cos diplomàtic, exercint com a agregat a les ambaixades espanyoles a París, Bucarest i Caracas. Es casà en segones núpcies amb Pilar Guillamas y Caro, Piñeiro y Szecheny, marquesa de Campofértil. Fou elegit diputat pel districte de Pego per la fracció liberal-demòcrata del Partit Liberal a les eleccions generals espanyoles de 1923.
Tot i que durant la Segona República Espanyola no va intervenir directament en política, en esclatar la guerra civil espanyola es va amagar a Altea, però fou descobert i assassinat a La Nucia el 22 de setembre de 1936.